# 小出譲治
小出 譲治（こいで じょうじ、1960年（昭和35年）8月5日 - ）は、日本の政治家。千葉県市原市長（3期）。元・市原市議会議員（3期）。

## 来歴
千葉県市原市出身。市原市立千種小学校、市原市立五井中学校、千葉県立木更津高等学校卒業。1982年（昭和57年）3月、東海大学短期大学部卒業。1983年（昭和58年）、小出運輸有限会社（現コイデ陸運株式会社）に入社。1995年（平成7年）、同社の代表取締役に就任。
2003年（平成15年）6月16日、市原市議会議員に就任。2007年（平成19年）、再選。2011年（平成23年）、3期目の当選。市議時代は市民クラブに所属していた。
2015年（平成27年）6月7日に行われた市原市長選挙に出馬。元東電五井火力発電所長の大西英樹と学校法人理事長の石井一男を破り、初当選した。6月16日、市長に就任。選挙の結果は以下のとおり。
※当日有権者数：225,926人 最終投票率：50.81%（前回比：-3.13pts）
| 候補者名 | 年齢 | 所属党派 | 新旧別 | 得票数   | 得票率 | 推薦・支持             |
| -------- | ---- | -------- | ------ | -------- | ------ | ---------------------- |
| 小出譲治 | 54   | 無所属   | 新     | 57,667票 | 52.02% |                        |
| 大西英樹 | 60   | 無所属   | 新     | 42,816票 | 38.62% | （推薦）自民党・公明党 |
| 石井一男 | 69   | 無所属   | 新     | 10,382票 | 9.36%  |                        |

2019年5月26日に公示された市原市長選挙において、小出以外に立候補者が存在しなかったため、無投票で再選した。なお、この立候補に際しては、自民党と公明党が推薦を行った。
2023年5月28日に公示された市原市長選挙において、小出以外に立候補者が存在しなかったため、無投票で3選した。

## 政策・主張
- 2015年の市長選では、指定廃棄物[8]の処分場候補地として市原市に隣接する千葉市中央区が選定されたことを争点化し、建設反対の立場を明確にした[9]。
- 2020年5月19日、新型コロナウイルス対策の財源に充てるため、自身と副市長、代表監査委員、教育長、水道事業管理者のの7月分給与を30％減額すると発表した。減額の総額は136万5,000円[10]。